# Grand Prix-seizoen 1899
Het Grand Prix-seizoen 1899 werd volledig op publieke wegen verreden. Het seizoen begon op 26 januari en eindigde op 30 oktober na 31 races.

## Kalender
| Datum        | Land                  | Racenaam                                   | Winnaar                  | Constructeur     | Verslag |
| ------------ | --------------------- | ------------------------------------------ | ------------------------ | ---------------- | ------- |
| 26 januari   | Frankrijk             | Parijs-Rouen-Parijs                        | Léonce Girardot          | Panhard          | verslag |
| 14 maart     | Italië                | Verona-Brescia-Mantua-Verona               | Louis Bouvier            | Bollée           | verslag |
| 21 maart     | Frankrijk             | Nice-Castellane-Nice                       | Albert Lemaître          | Peugeot          | verslag |
| 6 april      | Frankrijk             | Pau-Bayonne-Pau                            | Albert Lemaître          | Peugeot          | verslag |
| 28 april     | Italië                | Limone-Cuneo-Turijn                        | De Gras                  | Peugeot          | verslag |
| 30 april     | Italië                | Turijn-Pinerolo-Avigliana-Turijn           | De Gras                  | Peugeot          | verslag |
| 8 mei        | Italië                | Reggio-Brescello-Parma-Reggio              | Paul Chouchard           | Panhard Levassor | verslag |
| 14 mei       | België                | Antwerpen                                  | Pierre de Crawhez        | Daimler          | verslag |
| 22 mei       | Frankrijk             | Bordeaux-Périgueux-Bordeaux                | Barbereau                | Bollée           | verslag |
| 22 mei       | Italië                | Bologna-Poggio-Renatico-Malalbergo-Bologna | Emilio Laporte           | Orio & Marchand  | verslag |
| 24 mei       | Frankrijk             | Parijs-Bordeaux                            | Fernand Charron          | Panhard          | verslag |
| 6 juni       | Frankrijk             | Criterium van Voiturettes                  | Wilfrid                  | Bollée           | verslag |
| 11 juni      | Frankrijk             | Aubagne-Aix                                | Gras                     | Peugeot          | verslag |
| 19 juni      | Italië                | Padua-Vicenza-Thiene-Bassano-Treviso-Padua | Rossati                  | Mors             | verslag |
| 1 juli       | België                | Brussel-Namen-Spa                          | Gaétan de Knyff          | Panhard          | verslag |
| 2 juli       | Duitsland             | Frankfurt-Keulen                           | Fritz Held               | Benz             | verslag |
| 2 juli       | Frankrijk             | Salon-Arles-St. Gabriel-Salon              | De Farconnet             | Turcat-Méry      | verslag |
| 4 juli       | België                | Spa-Bastenaken-Spa                         | René de Knyff            | Panhard          | verslag |
| 14 juli      | Duitsland             | Mainz-Bingen-Koblenz-Mainz                 | Eugène de Dietrich       | de Dietrich      | verslag |
| 16-24 juli   | Frankrijk             | Tour de France                             | René de Knyff            | Panhard          | verslag |
| 23 juli      | Oostenrijk, Duitsland | Innsbruck-München                          | Eugène de Dietrich       | de Dietrich      | verslag |
| 30 juli      | Frankrijk             | Parijs-Saint-Malo                          | Antony                   | Mors             | verslag |
| 15 augustus  | Italië                | Piacenza-Cremona-Borgo-Piacenza            | Emilio Laporte           | Orio & Marchand  | verslag |
| 27 augustus  | Frankrijk             | Parijs-Trouville                           | Antony                   | Mors             | verslag |
| 1 september  | Frankrijk, België     | Parijs-Oostende                            | Léonce Girardot "Levegh" | Panhard Mors     | verslag |
| 11 september | Italië                | Brescia-Cremona-Mantua-Verona-Brescia      | Giuseppe Alberti         | Mors             | verslag |
| 17 september | Frankrijk             | Parijs-Boulogne                            | Léonce Girardot          | Panhard          | verslag |
| 20 september | Duitsland             | Berlijn-Leipzig                            | Fritz Held, Richard Benz | Benz             | verslag |
| 1 oktober    | Frankrijk             | Bordeaux-Biarritz                          | "Levegh"                 | Mors             | verslag |
| 8 oktober    | Frankrijk             | Parijs-Rambouillet-Parijs                  | Louis Renault            | Renault          | verslag |
| 30 oktober   | Italië                | Treviso-Oderzo-Codognè-Conegliano-Treviso  | Andrea Antonini          | Benz             | verslag |

1894 · 1895 · 1896 · 1897 · 1898 · 1899 · 1900 · 1901 · 1902 · 1903 · 1904 · 1905 · 1906 · 1907 · 1908 · 1909 · 1910 · 1911 · 1912 · 1913 · 1914 · 1915 · 1916 · Eerste Wereldoorlog · 1919 · 1920 · 1921 · 1922 · 1923 · 1924 · 1925 · 1926 · 1927 · 1928 · 1929 · 1930 · 1931 · 1932 · 1933 · 1934 · 1935 · 1936 · 1937 · 1938 · 1939 · 1940-1945 (Tweede Wereldoorlog) · 1946 · 1947 · 1948 · 1949 
 Lijst van Grand Prix-wedstrijden voor 1950